# 니가타 공항
니가타 공항(일본어: 新潟空港, 영어: Niigata Airport, IATA: KIJ, ICAO: RJSN)은 일본 니가타현 니가타시 히가시구에 있는 공항으로 토키에어의 허브 공항으로 사용되고 있다.

## 운항 노선

### 국제선
| 항공사             | 목적지             |
| ------------------ | ------------------ |
| 대한항공           | 서울(인천)         |
| 타이거 항공 타이완 | 타이페이(타오위안) |

### 국내선
| 항공사        | 목적지                                 |
| ------------- | -------------------------------------- |
| J-에어        | 삿포로, 오사카(이타미)                 |
| 전일본공수    | 오사카(이타미)                         |
| ANA 윙스      | 삿포로(신치토세), 오사카(이타미)       |
| 토키에어      | 삿포로(오카다마)                       |
| 아이벡스 항공 | 나고야(주부), 오사카(이타미), 후쿠오카 |
| 피치 항공     | 오사카(간사이)                         |
| 후지드림 항공 | 고베, 나고야(코마키), 후쿠오카         |

## 사건
2013년 8월 5일 승객과 승무원 115명을 태우고 인천국제공항을 출발한 대한항공 763편이 착륙 직후 제동하지 못한 채 활주로를 15m 정도 이탈하는 사고가 발생했으며 다행히도 이로 인한 인명 피해는 없었지만 이 사고의 여파로 해당 활주로가 폐쇄 조치된 것은 물론 2편의 항공편도 모두 결항되었다.